# 15811 Nusslein-Volhard
Nusslein-Volhard (asteroide 15811) é um asteroide da cintura principal com um diâmetro de 16,17 quilómetros, a 2,6539668 UA. Possui uma excentricidade de 0,1701899 e um período orbital de 2 089,17 dias (5,72 anos).
Nusslein-Volhard tem uma velocidade orbital média de 16,65460628 km/s e uma inclinação de 9,62791º.
Este asteroide foi descoberto em 10 de julho de 1994 por Freimut Börngen.